# Перекрёстное
Перекрёстное (укр. Перехресне) — село в Верховинской поселковой общине Верховинского района Ивано-Франковской области Украины.
Население по переписи 2001 года составляло 525 человек. Занимает площадь 72 км². Почтовый индекс — 78716.